# Пеленг-и Деря
Пеленг-и Деря — миноносец Османского морского флота. Во время Дарданелльской операции, 23 мая 1915 года был торпедирован британской подводной лодкой HMS E11. Выведен из состава флота в 1920 году.